# Districtul Zlatibor
Districtul Zlatibor (în sârbă Златиборски округ) este o unitate administrativă de gradul I, situată în partea de vest a Serbiei. Reședința sa este orașul Užice. Cuprinde 10 comune care la rândul lor sunt alcătuite din localități (orașe și sate).

## Comune
- Bajina Bašta
- Kosjerić
- Užice
- Požega
- Čajetina, aici se află și orașul omonim, Zlatibor
- Arilje
- Nova Varoš
- Prijepolje
- Sjenica
- Priboj